# Метрика Хаусдорфа
Метрика Хаусдорфа есть естественная метрика, определённая на множестве всех непустых компактных подмножеств метрического пространства.
Таким образом, она превращает множество всех непустых компактных подмножеств метрического пространства в метрическое пространство.
По-видимому, первое упоминание этой метрики содержится в книге Феликса Хаусдорфа «Теория множеств», первое издание 1914 года.
Двумя годами позже та же метрика описывается в книге Вильгельма Бляшке «Круг и шар», возможно независимо, так как не содержит ссылки на книгу Хаусдорфа.

## Определение
Пусть {\displaystyle X} и {\displaystyle Y} суть два непустых компактных подмножества метрического пространства {\displaystyle M}. Тогда расстояние по Хаусдорфу, {\displaystyle d_{H}(X,\;Y)}, между {\displaystyle X} и {\displaystyle Y} есть минимальное число {\displaystyle r} такое, что замкнутая {\displaystyle r}-окрестность {\displaystyle X} содержит {\displaystyle Y} и также замкнутая {\displaystyle r}-окрестность {\displaystyle Y} содержит {\displaystyle X}.

### Замечания
Другими словами, если {\displaystyle |xy|} обозначает расстояние между точками {\displaystyle x} и {\displaystyle y} в {\displaystyle M} то
{\displaystyle d_{H}(X,Y)=\max {\Big \{}\sup _{x\in X}\inf _{y\in Y}|xy|,\sup _{y\in Y}\inf _{x\in X}|xy|{\Big \}}.}
Эквивалентное определение:
{\displaystyle d_{H}(X,Y)=\sup _{m\in M}{\big \{}|\operatorname {dist} _{X}(m)-\operatorname {dist} _{Y}(m)|{\big \}},}
где {\displaystyle \operatorname {dist} _{X}\colon M\to \mathbb {R} } обозначает функцию расстояния до множества {\displaystyle X}.

## Свойства
Пусть {\displaystyle F(M)} обозначает множество всех непустых компактных подмножеств метрического пространства {\displaystyle M} с метрикой Хаусдорфа:
- Топология пространства {\displaystyle F(M)} полностью определяется топологией {\displaystyle M}.
- (Теорема выбора Бляшке) {\displaystyle F(M)} компактно тогда и только тогда, когда компактно {\displaystyle M}.
- {\displaystyle F(M)} полно тогда и только тогда, когда {\displaystyle M} полное.

## Вариации и обобщения
- Иногда метрика Хаусдорфа рассматривается на множестве всех замкнутых подмножеств метрического пространства, в этом случае расстояние между некоторыми подмножествами может равняться бесконечности.
- Иногда метрика Хаусдорфа рассматривается на множестве всех подмножеств метрического пространства. В этом случае она является только псевдометрикой и не является метрикой, так как «расстояние» между различными подмножествами может равняться нулю.
- В евклидовой геометрии, часто применяется метрика Хаусдорфа с точностью до конгруэнтности. Пусть {\displaystyle X} и {\displaystyle Y} два компактных подмножества евклидова пространства, тогда {\displaystyle D_{H}(X,\;Y)} определяется как минимум {\displaystyle d_{H}{\bigl (}I(X),\;Y{\bigr )}} по всем движениям евклидова пространства {\displaystyle I}. Строго говоря, эта метрика на пространстве классов конгруэнтности компактных подмножеств евклидова пространства.
- Метрика Громова — Хаусдорфа аналогична метрике Хаусдорфа с точностью до конгруэнтности. Она превращает множество (изометрических классов) компактных метрических пространств в метрическое пространство.